# Bakun (Benguet)
Bakun ist eine philippinische Stadtgemeinde in der Provinz Benguet. Sie hat 15.357 Einwohner (Zensus 1. August 2015).

## Baranggays
Bakun ist administrativ in 7 Baranggays unterteilt:
- Ampusongan
- Bagu
- Dalipey
- Gambang
- Kayapa
- Poblacion (Central)
- Sinacbat